# Finn Waagstein
Finn Waagstein (* 1938) ist ein schwedischer Kardiologe.
Waagstein ist Professor für Kardiologie am Sahlgren Universitätsklinikum der Universität Göteborg. Er ist dort heute am Wallenberg Labor.
In den 1970er Jahren revolutionierten Finn Waagstein und bald darauf Karl B. Swedberg (ebenfalls Professor an der Sahlgrenska Universität) in Göteborg die Behandlung von Herzinsuffizienz als sie, entgegen der damals herrschenden Lehrmeinung, Betablocker verabreichten. Waagsteins Behandlung war damals heftig umstritten (die Medikamente der Wahl waren damals Digitalis Präparate und Diuretika). Waagstein behandelte 1973 erstmals einen Patienten mit Betablockern und veröffentlichte die Erfahrungen mit sieben Patienten 1975. Trotz der Erfolge setzte sich die Behandlung erst in den 1990er Jahren durch, insbesondere nach einer großen europäischen Studie (European Multicenter Metoprolol in Dilated Cardiomyopathy trial), die 1993 veröffentlicht wurde.
2002 erhielt er den König-Faisal-Preis für Medizin mit Eugene Braunwald.